# El Azizia (Libye)
Pour les articles homonymes, voir El Azizia.
El Azizia (العزيزيه en arabe) est une ville de Libye située au nord du pays. Cette ville commerciale importante de la Djeffara est située à 55 km au sud-ouest de Tripoli. Sa population est estimée à environ 300 000 habitants en 2009. C'est le chef-lieu du district de la Djeffara.
Cette ville a été choisie en mai 2014 par le Conseil suprême des tribus libyennes pour s'y réunir et édicter un plan de quinze recommandations politiques, en vue de la normalisation de la situation du pays,.

## Climat
Le 13 septembre 1922 a été enregistrée la température record de 57,8 °C. Ce fut le record de la plus haute température jamais mesurée à la surface de la Terre durant 90 ans,. Cependant, après révision des données par un comité d’experts, l’Organisation météorologique mondiale a invalidé ce record le 13 septembre 2012 en se fondant sur cinq facteurs : l’instrument de la station météo à l'époque était un thermomètre de rechange d'un modèle réputé peu fiable, le technicien qui a pris la donnée était inexpérimenté, une importante différence de température fut notée avec les stations de la région le même jour, il y eut une médiocre concordance avec les températures relevées ultérieurement au même endroit et le site était entouré d'un matériau similaire à de l’asphalte moderne. La température atteinte dans un désert sans constructions humaines aurait été plus faible de 7 °C selon le rapport.
| Mois                              | jan. | fév. | mars | avril | mai | juin | jui. | août | sep. | oct. | nov. | déc. | année |
| --------------------------------- | ---- | ---- | ---- | ----- | --- | ---- | ---- | ---- | ---- | ---- | ---- | ---- | ----- |
| Température minimale moyenne (°C) | 7    | 8    | 10   | 14    | 18  | 23   | 25   | 25   | 24   | 20   | 14   | 8    | 16,33 |
| Température moyenne (°C)          | 15   | 16   | 19   | 22    | 27  | 34   | 35   | 35   | 33   | 27   | 22   | 16   | 25,08 |
| Température maximale moyenne (°C) | 23   | 25   | 28   | 33    | 38  | 43   | 45   | 46   | 43   | 36   | 30   | 24   | 34,5  |
| Record de chaleur (°C)            | 30   | 33   | 44   | 48    | 49  | 50,2 | 50   | 50   | 50   | 50   | 43   | 30   | 50,2  |